# Selle français

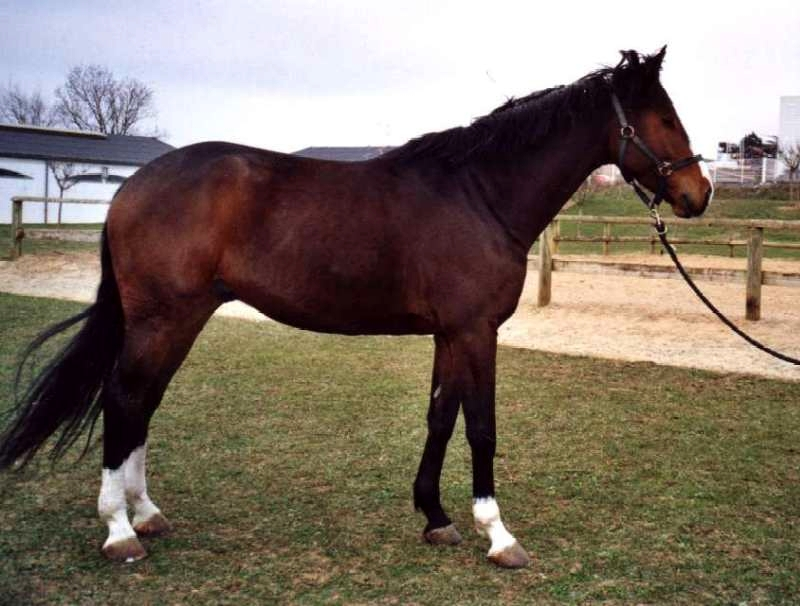
De selle français

De selle français (SF) is een Frans ras van sportpaarden. Het ras is wereldwijd bekend om zijn succes in de springsport en is ook succesvol in de takken dressuur en eventing.

## Geschiedenis
Het stamboek van dit ras ontstond toen kort na de Tweede Wereldoorlog de betekenis van het paard voor de tractie in de landbouw sterk terugliep. De Franse regering besloot meerdere regionale stamboeken te verenigen in een groter nationaal stamboek, om zo een brede basis te scheppen voor de fokkerij van een rijpaard dat geschikt is voor de sport. Het stamboek werd opgericht in 1958.
Fokkers in Normandië waren de eersten die begonnen waren hun landbouwpaarden te veredelen met hoger in het bloed staande hengsten. De anglo-normandiër was dan ook een van de grondstenen van het ras. Veredeld werd met onder andere de anglo-arabier en een klein percentage Engelse volbloed. Regionale rassen die aan de basis stonden, waren de charolais, corlay, vendee, anjou, ain en ardenner.
Frankrijk heeft wat betreft het fokken en veredelen van paarden een lange traditie, die terug te volgen is tot 1665 toen het eerste stamboek daar werd opgericht. Deze voorliefde voor de paardenfokkerij leidde uiteindelijk tot de Haras Nationaux, een koepelorganisatie van ruim twintig door de overheid erkende stamboeken.

## Rasbeschrijving
De stokmaat van de selle français ligt tussen de 1,57 en 1,67 meter. De meest voorkomende kleuren zijn bruin, donkerbruin en vos.

## Succesvolle sportpaarden
- Almé Z (*1966): dit springpaard leverde een grote bijdrage aan het ras. Hij was de vader van onder andere Galoubet A, Jalisco B, I Love You, Herban en Jolly Good.
- Galoubet A (*1972): in 1977 was dit paard kampioen bij de vijfjarigen. In 1979 was hij de nationale kampioen in Frankrijk. Hij stond op de eerste en tweede plaats in 19 internationale concoursen en was in 1982 lid van het Franse kampioensteam in Dublin. In 2002 was hij de bestbetaalde dekhengst in Amerika. Hij was de vader van de succesvolle paarden Baloubet du Rouet, Quick Star en Touchdown, welke laatste weer de vader was van goudwinnaar Liscalgot.
- Baloubet du Rouet (*1989): won drie keer achtereen de wereldbeker (1998–2000) en won met het Franse team brons tijdens de Olympische Spelen van het jaar 2000 in Sydney.
- I Love You (*1974): zoon van Almé Z, die in 1983 de wereldbeker voor springen in Wenen won. Hij werd 'paard van het jaar' genoemd en had succesvolle nakomelingen.
- Jappeloup (*1975): won olympisch goud in Seoul 1988 en teamgoud in bij de wereldkampioenschappen in 1990 in Stockholm.
- Quito de Baussy (*1982): won zes internationale medailles, waaronder individueel en teamgoud in Stockholm, 1990.
- Quidam de Revel (*1982): won teambrons in Barcelona 1992 en wordt wereldwijd erkend als stamvader van uitstekende springpaarden.

## Afbeeldingen

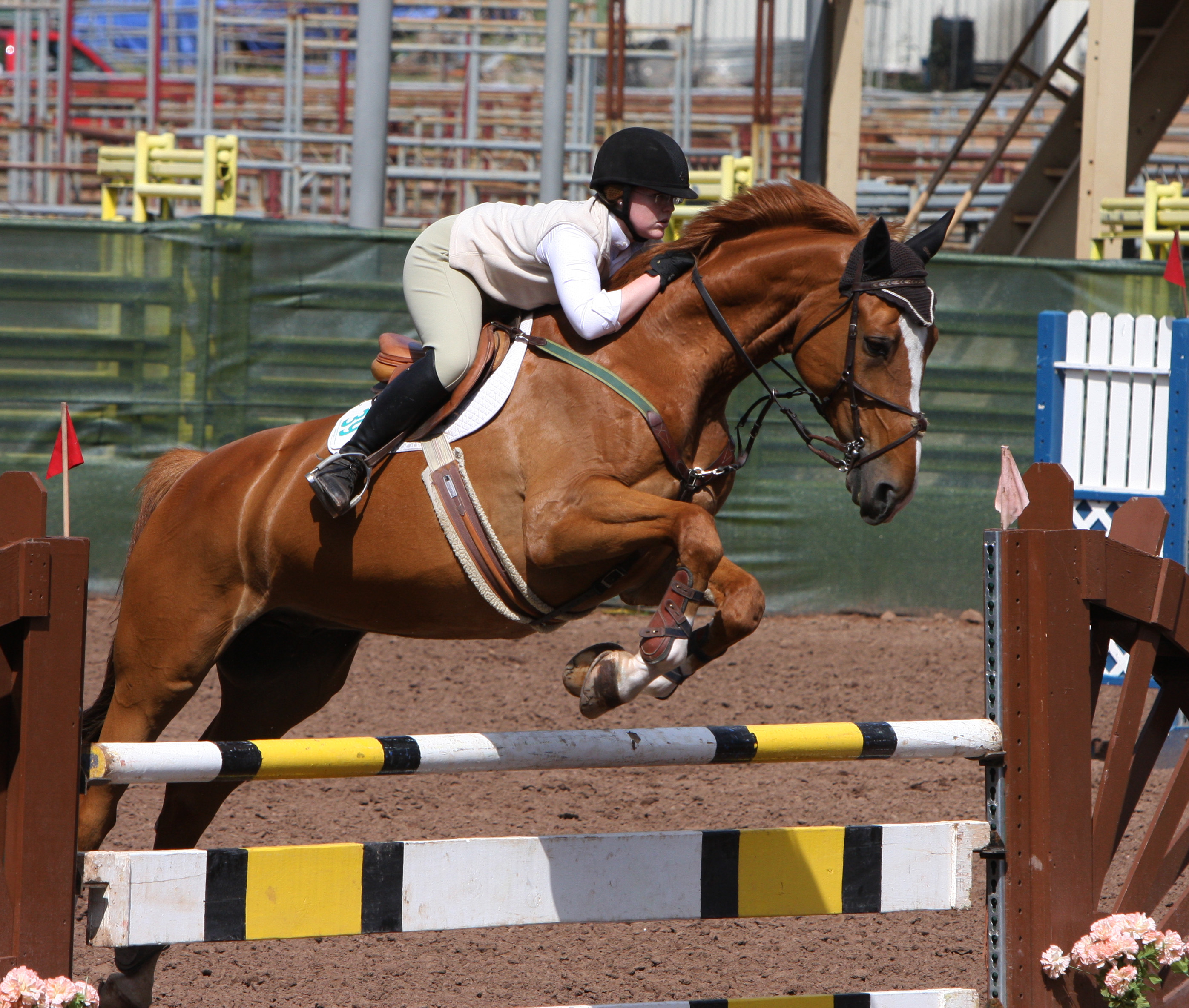
Laureen McKenzie met Tatabra Kojak
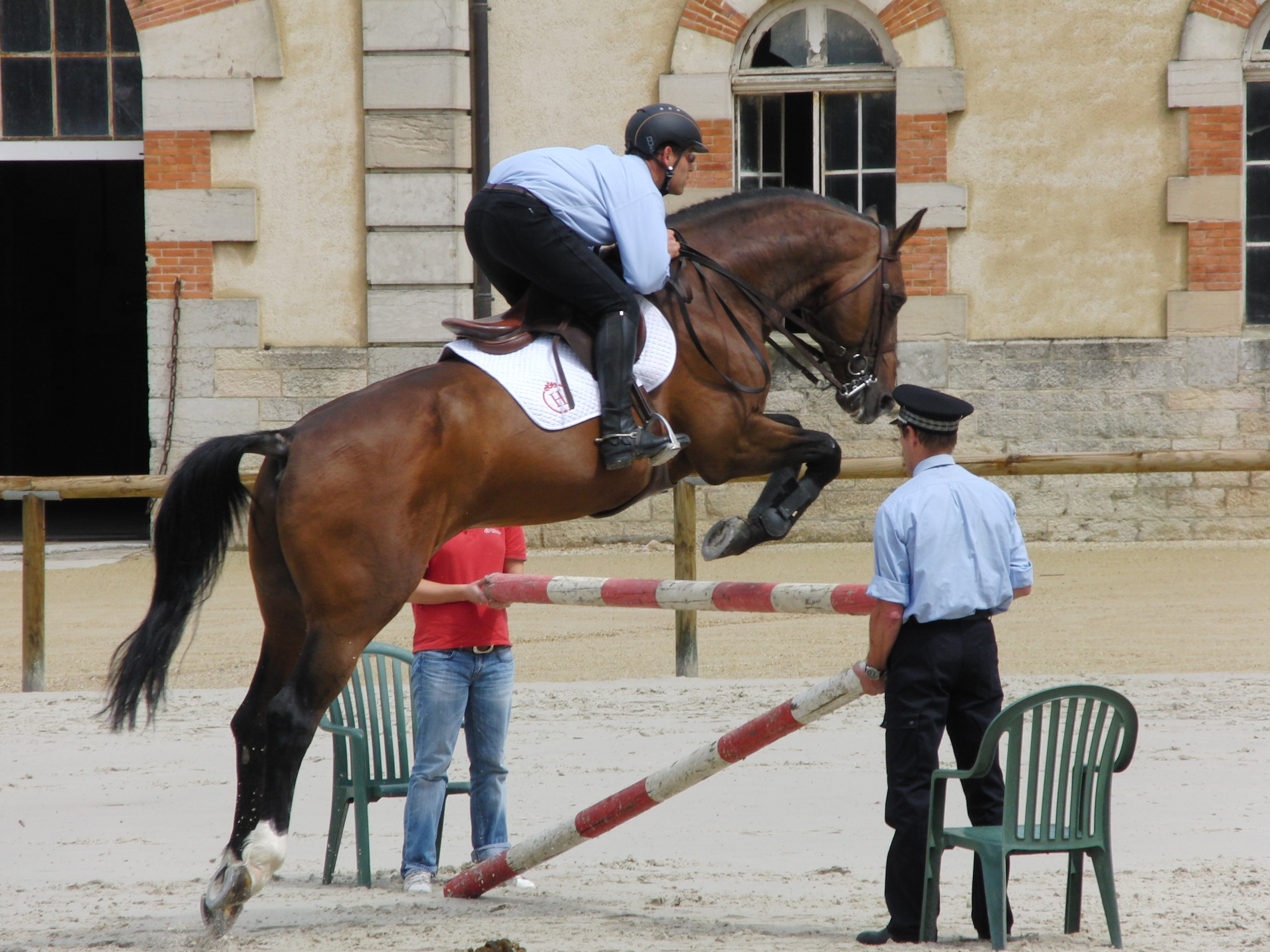
De hengst Hurlevent de Breka
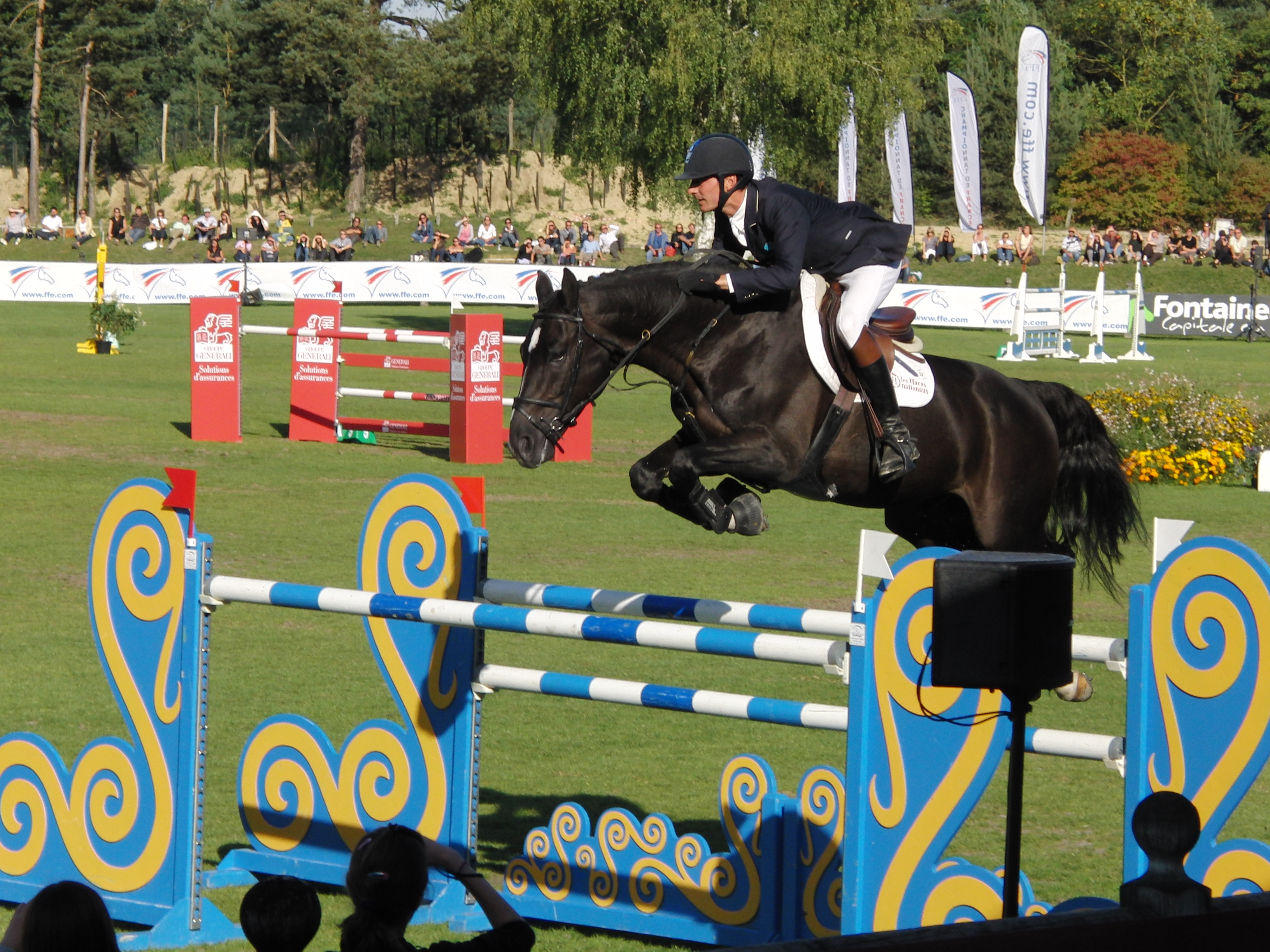
Nicolas Delmotte met Luccianno*HN, 2010
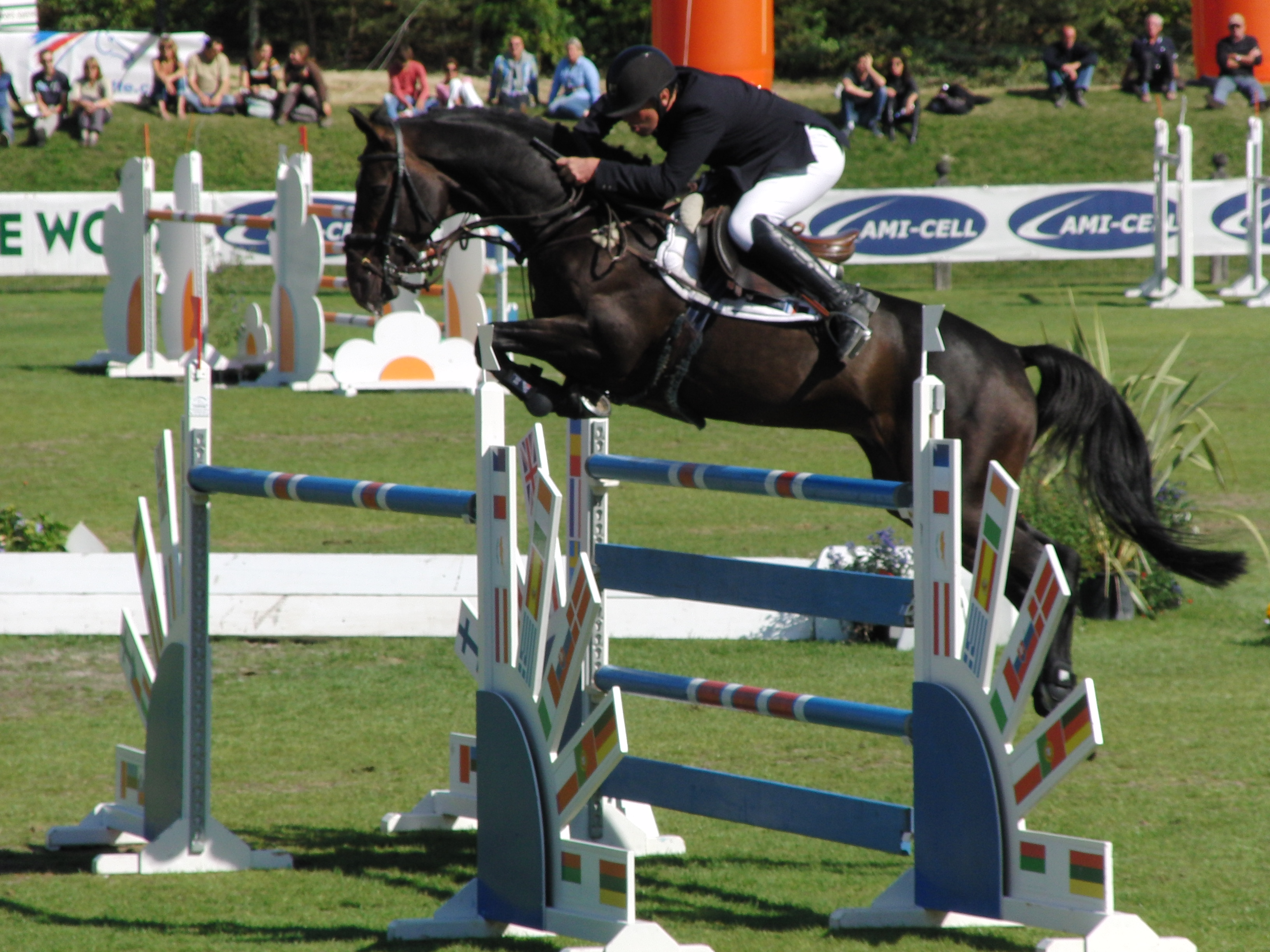
Roger-Yves Bost met Olala de Buissy, 2010